# Sawohan
Sawohan is een bestuurslaag in het regentschap Sidoarjo van de provincie Oost-Java, Indonesië. Sawohan telt 2754 inwoners (volkstelling 2010).